# Gilançay (ort)
Gilançay är en ort i Azerbajdzjan.   Den ligger i distriktet Nachitjevan, i den sydvästra delen av landet, 400 km väster om huvudstaden Baku. Gilançay ligger 942 meter över havet och antalet invånare är 286.
Terrängen runt Gilançay är lite bergig. Närmaste större samhälle är Culfa, 17,2 km väster om Gilançay. 
Trakten runt Gilançay består i huvudsak av gräsmarker. Runt Gilançay är det ganska glesbefolkat, med 27 invånare per kvadratkilometer.